# المهجام (العدين)

تعديل مصدري - تعديل

المهجام محلة تابعة لقرية حور، التابعة لعزلة عردن بمديرية العدين إحدى مديريات محافظة إب في الجمهورية اليمنية، بلغ تعداد سكانها 218 حسب تعداد اليمن لعام 2004.